# 川内八幡宮例大祭
川内八幡宮例大祭（かわうちはちまんぐうれいたいさい）は、青森県むつ市川内町にある川内八幡宮の例大祭である。川内祭り（かわうちまつり）とも呼ばれる。青森県の無形民俗文化財に指定されている。全国各地に伝承する京都祇園祭系の祭りであり、高さ5 mを超える木造固定構造の山車は、むつ・下北地区内だけではなく青森県内では最大級である。

注：掛け声や方言などで編集者による発音表記の揺らぎが残っています。また、一部の表現では無理に共通語発音にすることなく、方言発音のままで記載してあります。

## 歴史・背景
川内八幡宮例大祭への山車の参加については、むつ・下北地区では田名部神社例大祭（不詳）、箭根森八幡宮例大祭（佐井村 元禄9年（1696年））に次ぐ歴史があるとされていて、遅くとも正徳元年（1711年）には八幡宮大祭に山車が参加していたとの記録がある（史料間で不整合あり）。
江戸時代初期より、下北では北前船交流の関係で諸国の方々が活躍し、これらの人々が言葉や文化の伝導に一役かっていた。西廻海運である現在の北海道南部の渡島（おしま）や檜山（ひやま）、県内（ただし別藩）の津軽、出羽、北陸、（陸路での滋賀や京阪）、山陰などの日本海沿岸、瀬戸内海、大阪湾沿岸の各道府県から直接間接的に、田名部七湊であったこの地にも京都八坂神社の祇園祭系の祭りや各地の囃子などを含む風習が伝わったとされ、事実、その流れを汲んで、山車の形態、囃子にその痕跡があると言われている。また、大間町や川内町、脇野沢村などの史料からは東廻海運の交流も見られ、影響は無視できない。伝来時期や交流の深さなどの違いや各地での変遷が原因なのか、田名部七湊各々での祇園系祭りの山車の形態、囃子は一様ではない。
昼の装飾は京都祇園祭の影響のある豪華なものであり、京都や長崎などに発注、中には遠く中国やペルシャ（絨毯）などの諸外国の材料や技術で作成されたものまでもある。夜の装飾は見返り絵を始めとして、津軽地方・下北地方のねぶたの影響も加わったもので、町内で作成しているものである。詳細は「神楽と山車」の項に記述する。
田名部まつりや他の祭り同様に、山車本体、山車に使う調度品、御神体などは、比較的高価であり、運行や維持には「奉納金」などが不可欠である。
むつ・下北地区の経済中心であった田名部よりも川内の山車が元々大きかったのか、一時的に経済力が田名部よりも上がった大正時代に川内町内相互や田名部との対抗意識があって大きく改修されたのかは不詳であるが、いずれにせよ、むつ・下北地方では最大の山車ではある。この大きな山車がのちに述べる「喧嘩祭り」に繋がる原因のひとつとなっている。
川内の祭りは、かつて陰暦8月14-15日に行われていたが、明治44年（1911年）以降に新暦9月14-15日となり（明治42年旧暦開催、明治44年祭祀日変更認可）、現在（2004年以降）では敬老の日の前々日と前日に行われている。

## 神楽と山車

### 概要
- 猿田彦、谷地町大神楽、稚児行列（昼のみ参加）、八幡宮神輿、周辺集落の神楽1台前後（合同運行に常時加わるとは限らない）、中心街各町の山車5台の並びで巡行する。
  - 時代によって一部変遷があるが、5台の山車の順については各町内運行や合流などからして全体運行上合理的である。過去に何度か諸般の事情で順番争いは発生してはいた。
- 山車は歴史的には屋台（やだい）とかヤマと呼ばれていたが、1970年代以降はヤマと呼ばれるのが一般的であり、形状は京都の祇園祭の鋒山から鉾を除いた、日本全国各地によく見られる屋根付きの2階建て山車である。ヤマの1階には囃子手が乗り、2階には御神体を乗せて運行する。金具装飾、漆絵、屋根の形式など細部の造りや装飾は各ヤマで異なる。
- 車輪は木製の四輪であり、運行中の車輪破損を避けるため、鉄製の輪が被せられている。舵取りが出来ない構造であるだけじゃなく、車体重量も重いため、進路変更には難がある。
  - このため、ヤマ（車体）の前後に左右一対の梶棒（かじぼう）と呼ばれるものが付いている（後部は取り外されたまま運行することも増えた）。大きな転回の際には「ヨーヤサッサ」の掛け声とともに梶棒を横に押したり引いたりして強引に転回させる。
  - 梃子（テゴ）と呼ばれる器具も利用する（器具を扱う方々もテゴと呼ばれる）が、当祭でテゴは始動時や運行時に押すために使われたり、方向の微調整に使われることが多く、転回の主役ではない。逆に、長時間停車する際の車止めとしても使う。
  - 京都祇園祭の辻回しのように割竹を敷くようなことはしないので、アスファルト道路が木車輪に被せられた鉄輪のために削れてしまう問題がある。
- 街の規模の割に山車の高さが高いこともあって、道を横切る電線が邪魔になる事がある。長い竿に▽を取り付けた電線上げ（以前の携帯電話や回路図でのアンテナマークの形状）が使用される。この名称は道具名でもあり、行動でもあり、担当者名でもある。日本各地の祭でも同様のものが使用されているが、山車の2階や屋根から使用することはなく、地上からのみ使用される。
- ヤマには、梶棒から延びる左右一対の綱がつけられ、人々が曳くようになっている。
- ヤマは昼夜で飾りを替える。
  - 昼間は正面2階に交差した日章旗、正面2階欄干前に前額（横書きの扁額）、各階上部の正面と側面を取り巻く刺繍を施した水引幕（2階天井付近の小水引幕、2階欄干下=1階天井付近の大水引幕）、正面1階に御簾、側面1階の幕、背面の2階から1階へ垂れ下がる見送幕と背面1階から2階へと建てた旗や吹き流しなどで飾られ、また2階の欄干には海老紙（えびがみ）[注釈 5]が貼られる。水引幕や見送幕などの羅紗幕（ラシャまく）は古くより京都の業者などへ制作を依頼したり、中国や遠くはペルシャなどから輸入したものを長崎・京都経由などで購入したものである。なお、田名部や佐井などの山車とは異なり擬宝珠飾りの欄干は2階のみで1階には擬宝珠飾りは無い。
  - 一方、夜間は昼間の前額や水引幕、見送幕に替わり、地元の描き手によって描かれた額（がく）と呼ばれる絵灯籠に付け替えられ、中に明かりを灯す。夜間の各絵灯籠の額（前額（絵灯籠版）、水引額、見送額）の図案は基本的には例年同じであるが、和紙に和絵具と蝋を使って描いたもので破損するため毎年補修や再描画する。見送額などでは数年に1回、絵柄図案や題材自体も大きく見直される。1階の御簾や側面の幕も薄い簡易な布に換えられ、1階を照らす明かりで内部から照らされる。クライマックスなどでは1階の側面の幕を解放して内部の囃子方の様子を見せて運行することも増えた。
- ヤマの運行は各山車の町内会での若者頭と大当番[注釈 6]が取り仕切る。
- 囃子方は小学生高学年 - 中学生の男子で30名程度が2組に分かれて行っていた。田名部とは異なり囃子方はアルバイト的に他の町内会への参加することも可能ではある（掛け持ちは不可能）。しかし、少子化の影響で、男子小中学生の有志だけでは足りず、女子も参加可能になった。囃子方の編成は大太鼓1名、小太鼓1名、鼓（つづみ）1名、摺鉦2名、笛3 - 4名、ジナリ（ずなり）[9]7 - 8名であった。ずなりは方言では、声を張り上げること、あるいは特定の歌い方で民謡を歌う事であり、囃子方全体をもずなりと呼ぶ場合もあるが、本来は歌唱担当専任者の事である。
- 各町の曳手（ひきて）や、のちに記述する周辺集落の「戻り神楽」は、この地のネブタ同様に自由参加が可能である。服装も自由である。

### 猿田彦と谷地町大神楽
| 町名・若者組 | 谷地町 共和会（やぢまち きょうわかい） |
| 社名         | 深浅神社                               |

- 特記事項
  - 神楽の前を行く猿田彦[注釈 7]は、天狗の面を付けて、疫病邪悪を祓う鉾を片手に、一本歯下駄で歩く（いつの間にか二枚歯の高下駄に変わっている）。
  - のちに述べる周辺各集落の神楽と異なり、厳粛に囃子を奏でて、淡々と神輿を担いで練り歩く。

### 稚児行列と八幡宮神輿
| 運行者、参加者 | 八幡宮神職、八幡宮氏子 |
| 御神体         | 八幡神                 |

- 特記事項
  - 八幡宮の由来は元亀2年（1571年）、川内川八幡淵から上がった石像（三ノ奇石）を御神体とし祀り堂宇を建てたのをひとつの起源とし、当初（慶長の頃）は古村に鎮座、明暦2年（1655年）から万治元年（1658年）までには現地に移転し、万治元年（1658年）4月、八幡神である応神天皇の御尊体を新調奉祀、延宝2年（1674年）4月に先に述べた八幡堂を移転、合祀、鎮守としたの記録がある。延宝2年に正式に宇佐八幡宮（大分県）[注釈 8]の御分霊を勧請したとの記録もある。
  - 八幡宮神輿の列次は、塩祓、氏子総代2、社名旗、五色旗、稚児、右大臣左大臣、四神旗、神旗、榊大八（榊を乗せた手曳車）、巫女、神職、宮司（別当様）[注釈 9]、祭典長・奉賛会長、御神輿、町代、祭典係。
  - 稚児は小学生以下の八幡宮氏子である。平安装束を簡易化した稚児装束を羽織り稚児化粧（簡易なもの）で練り歩く。舞踊などは行わない。参加は3回（3年）までである。
  - 神輿は、江戸神輿などとは異なり、曳き廻しの神輿であり、銀鏡を揺らし鈴を鳴らしながら巡行する。
  - 白丁（はくちょう）は、白装束に身を包み、神輿などの運行を手伝う者の事である。神楽を保有していない湯野川、石倉、葛沢、下小倉平の氏子が交代で八幡宮神輿に白丁奉仕することになっている。何名かの本町町内の八幡宮氏子も補助する場合がある。

### 周辺集落の神楽
| 町名・若者組 | 各周辺集落の神楽組 |

- 特記事項
  - 宵宮で神楽（踊り、獅子舞）[10]を披露する以外に、合同運行に加わり、本祭の終盤では「戻り神楽」と呼ばれる運行をすることがある。[注釈 10]
  - 昭和54年（1979年）9月1日の取り決めによって、当番制度（下記の順での輪番制）で1集落のみの参加となった。以前は2集落以上参加することもあり、5台の山車の前後に別々の集落の神楽が運行されることもあった。右列は中心街からのおよその距離である。

| 1番 | 上小倉平（かみこくらたい） | 猿田彦神社（さるたひこ）                 | 北3.5 km  |
| 2番 | 桧川（ひのきがわ）         | 桧川八幡宮                               | 西3.4 km  |
| 3番 | 田野沢（たのさわ）         | 西宮神社（にしのみや）                   | 東2.7 km  |
| 4番 | 戸沢（とざわ）             | 三島神社（みしま）                       | 東6.7 km  |
| 5番 | 畑（はた）                 | 大山祇神社（おおやまづみ）               | 北13.4 km |
| 6番 | 宿野部（しゅくのべ）       | 金七五三神社（かなしめ（金儀とも記述）） | 西6.7 km  |
| 7番 | 蠣崎（かきざき）           | 蠣崎八幡宮                               | 西9.9 km  |
| 8番 | 銀杏木（ぎんなんぼく）     | 少彦名神社（すくなひこ）                 | 北5.5 km  |

### 一番山 辨天山（べんてんやま）
| 町名・若者組 | 上町 共心会（かんまち きょうしんかい）                          |
| 御神体       | 辨天                                                            |
| 持物等       | 琵琶                                                            |
| 山車         | 唐破風（からはふ）、下段は朱色                                  |
| 前額         | 厳島                                                            |
| 大水引幕     | 表面：3つの宝珠、側面：海老模様 （黒羅紗に、はっきりした絵柄）  |
| 見送幕       | 牡丹に唐獅子                                                    |
| 見送幕（旧） | - 二見が浦の日の出 - 新幕採用後に見送額の図案となることもあった |
| 大水引額     | 波に兎 （2022年）                                               |
| 袢纏         | 白、背面に薄桃色で五弁花（桜？梅？）、「辨天山」の文字          |

### 二番山 蛭子山（えびすやま）
| 町名・若者組 | 中浦町 有終会（なかうらまち ゆうしゅうかい）                 |
| 御神体       | 蛭子                                                         |
| 持物等       | 昼：釣竿と鯛、夜：提灯                                       |
| 山車         | 人字型切妻破風（きりづまはふ）、下段は赤色                   |
| 前額         | 西宮（篆書体）                                               |
| 大水引幕     | 波（？）、（黒羅紗、金糸が多く、複雑で唐草の一種にも見える） |
| 見送幕       | 司馬温公（甕を割るの図）                                     |
| 大水引額     | 波に蓑亀 （2022年）                                          |
| 袢纏         | 海老色（赤紫）、背面に「蛭子山」の文字                       |

### 三番山 大黒山（だいこくやま）
| 町名・若者組 | 新町 新盛会（しんまち しんせいかい） |
| 御神体       | 大黒天 |
| 持物等       | 打出の小槌 |
| 山車         | - 人字型切妻破風（きりづまはふ）、下段は赤色 - 梶棒取付位置上部に白兎の彫刻、側面中央に打ち出の小槌の浮彫 - 高さ5.14 m、梶棒を除く長さ5.84 m、巾1.5 mで最大 |
| 前額         | 寳壽殿 |
| 大水引幕     | 表面：宝珠、側面：飛龍 （黒羅紗） |
| 見送幕       | 養老瀧行幸 |
| 大水引額     | 表面：打ち出の小槌、側面：飛龍 （2022年） |
| 袢纏         | 黒、背面は打ち出の小槌、昭和50年代頃は青紫のものも使用していた                                                                                              |

### 四番山 布袋山（ほていやま）
| 町名・若者組 | 浜町 共正会（はままち きょうせいかい）  |
| 御神体       | 布袋                                    |
| 持物等       | - 軍配団扇 - 軍配は人々の吉凶を占うもの |
| 山車         | 唐破風（からはふ）、下段は明るい朱色    |
| 前額         | 福壽                                    |
| 大水引幕     | 前面：宝珠、側面：龍 （濃紺羅紗）       |
| 見送幕       | 和唐内虎退治（国姓爺合戦）              |
| 袢纏         | 紺色、背面は交差した軍配団扇            |

### 五番山 舟山・松竹丸（ふなやま・まつたけまる）
| 町名・若者組 | 仲崎町 壮和会（なかさき そうわかい）                                          |
| 御神体       | 田村麻呂                                                                      |
| 持物等       | 弓矢                                                                          |
| 山車         | - 人字型切妻破風（きりづまはふ）、下段は船形で色彩豊か - 高さ5.45 mで最も高い |
| 前額         | 鎮護                                                                          |
| 大水引幕     | 鶴亀に宝尽くし （赤羅紗で金糸の他に白など他の色も使う）                       |
| 見送幕       | 舞踊汐吸み                                                                    |
| 大水引額     | 表面：兜、側面：扇など縁起物 （2022年）                                       |
| 袢纏         | ピンクを中心とした柄で、背面は松の下に竹の紋                                  |
| その他       | 日章旗だけではなく、旭日旗も掲げる                                            |

参考：山車と御神体の写真（むつ市広報正式FaceBook）

## 囃子・かけ声
- 囃子は横笛、鼓（つづみ）、摺鉦（すりがね）、大太鼓、小太鼓で演奏される。主な囃子は三種類ある。

### 囃子（本囃子、祇園囃子）
- 昼夜、停車中や運行時を問わず、通常時に奏でられる。静かで哀愁のある曲調。ずなりの掛け声は「エーンヤ」「ハイホー」[12]などがある。
- なお、曳手は復古意識からか「よいこらーさーのー」で曳き始め、「よーいさー、よーいさー」との掛け声で曳くようになった。

### イヨイヤサッサ
- ご祝儀・門打ち（かどうち）[注釈 20]の際、あるいは辻回しの大きな転回の際に行われる。掛け声は「イヨイヤサッサ」ではあるが、大太鼓の音からか「ドンドン」とも言う。実際には「ドンドンドン（太鼓の音）」の開始の合図のあとに「ソレ、イヨイヤサッサ、ヨーヤサッサー」との掛け声を繰り返す。この16ビートの掛け声のリズムにあった太鼓、鼓（つづみ）、笛、小太鼓、摺鉦（すりがね）が加わる。
  - 大当番地区内では一軒ごとに行うかのように連続したり、クライマックスや二車別れなどでは、わざと転回を保留し演奏し続ける。このためか、本囃子よりも、川内の祭りの象徴として耳に残る。
  - 近隣では脇野沢や大畑などでも同様の節回しが存在はしているが川内ほどには頻繁に演奏されない。田名部や佐井などの地区には存在すらしない。

### 川越え（ヤンマヤーレ）
- 田名部まつりの夜間の「ヤマヤレ」とは異なる。リズミカルではあるが、ゆったりしたもので、掛け声も「ヤンマヤーレ ソーラヤレ」である。大間稲荷神社例大祭に近いリズムやメロディーの囃子があるが掛け声は異なる。「ヤマヤレ」の語源自体不詳であるが「ソーラヤレ」の「ソーラ」が「山」に対する「空」なのか「それ」などの別の意味か単なる掛詞かも不詳である。元々は仲崎の舟山が川内川を木材運搬用の大きめの船を使って渡る際に奏でていたものである[注釈 21]。その後、橋を使っての川越えをするようになり、他の3町（上町、中浦町、浜町）も行うようになった。

## 主な行事日程
毎年、9月「敬老の日」の前々日、前日に行われる。
宵宮（13日-19日の間の土曜日 「敬老の日」の前々日）
午後
各町内運行
夕方頃
八幡様集合、点燈、宵宮祭
夜半
各町への帰還と町内運行
本祭（14日-20日の間の日曜日 「敬老の日」の前日）
朝
各町内運行
午前
八幡様集合、祈祷後、合同運行開始
八幡様→中町→新町（東端の高野川まで）
- 八幡様への集合には、東西それぞれで近い順に入る。結果、東側の上町、中町（中浦町）、新町、西側の浜町、仲崎町と運行順と一致する。
- 八幡様からの合同運行開始時には順番を正すために、仲崎町、浜町、新町、中浦町は県道338号西側に一度退避し、上町先頭で八幡様通りから中町方面に出発する。

午後
東側からの折返し
新町→（しなの木地区）→谷地町→上町（東側の筋）→浜町
夕方 - 夜
点燈後、川越え、八幡様帰還
浜町（点燈）→浦町→川越え→仲崎（浜通り）→川内中学校前で大転回→仲崎を東進→川越え→浦町→八幡様
深夜
各町への帰還と町内運行
参考：御輿渡御時間表（2015年の例）（むつ市広報正式FaceBook）

## クライマックスと喧嘩祭り

### クライマックス
- 仲崎に渡る際の川越え（ヤンマヤーレ）と直後のイヨイヤサッサは囃子の違いを鑑賞できる小クライマックスである。川面に映る五台の灯籠額に飾られた山車と花火の競演も美しい。
- 帰りの川越えでは戻り神楽[注釈 10]が賑やかさを添える。
- 観光化される前には夜間の辻回し、すれ違いや追抜き（現在はすれ違いも追抜きも無い）などで山車がぶつかるなどして喧嘩に発展する事もあった。このため、喧嘩祭りとも言われており、浦町の県信用組合前での最大クライマックスは、安全に「喧嘩祭り」風のパフォーマンスをしているものである。
- 帰りの川内橋からの下り直後のイヨイヤサッサ、県信用組合前のイヨイヤサッサと続く運行となっていて、終盤でもあり、最大のクライマックスとなる[注釈 24][14]。
  - 帰還時の川越え後の県信用組合前で上町・弁天山と中浦町・蛭子山、浜町・布袋山と仲崎町・松竹丸がそれぞれ並んでイヨイヤサッサをすることが増えた。新町・大黒山は加わらない。しかし、前年やそれ以前に全体運行の妨害や規律違反などをしたとみなされた場合には関連山車の「喧嘩祭り」風パフォーマンスは禁止される。
  - 各町への帰還の際、浜町・布袋山と仲崎・松竹丸などは二車別れ（向かい合ってのイヨイヤサッサ後、各町帰還方向へ転回）を行うことも増えた。浜町・布袋山と仲崎・松竹丸の二車別れはクライマックスと同じ県信用組合前である。全体運行には関係ないので制裁対象外となるようである。

### 喧嘩祭りに関係する歴史事情や運行での考慮や対処
- 日本各地の喧嘩祭り（富山県伏木曳山祭など）とは異なり、ぶつけ合って競うような風習はない。大型山車どうしが不注意などによって接触し、喧嘩に発展したのが起源である。
- 山車の順番は固定である。くじ引きも無ければ、運行行事中に競う事も無く、強引に追抜くことも無い。横並びになるのは、あくまでも観光化後に行われるようになったパフォーマンスである。
- 上町は江戸時代に火災によって参加出来なくなった時期（70年間 - 90年間（古文書での表現が曖昧））がある。浜町・布袋山に合流していたが、復興出来た文政10年（1813年）に他町からは一番山への復帰を拒まれた。しかしながら政治的決着で一番山に返り咲いた[20]。
- 安政2年（1855年）には、停車中の新町・大黒山の横を通り過ぎようとした浜町・布袋山との山車どうしが接触し、破風（前後の屋根表面の木材）や各額（絵灯籠）などが破損したことが発端で喧嘩に発展し、武器（本来方向転換などに使うべき「テゴ」）の使用も有ったり激しいものだったらしく、祭礼終了後も他町や行政をも巻き込み長く尾を引く禍根を残した[21]。
- 八幡様からの合同運行開始時には、家々が密集した狭い道でのすれ違い（ほぼ確実にぶつかる）を避けるため、運行方向とは別方向の道に各山を退避させてから、山の並びを正す。
- 新町の「高野川」から折返し「しなの木」までは一時期[いつ?]、五番山から一番山の逆並びで運行していたことがある。ぶつかって喧嘩になる事までは無いにしろ、狭い道のため2台のすれ違いによる危険、迂回路も無かった路線での長時間の道路封鎖を避けるためである。しなの木地区東側南北の道幅が広げられたこと、しなの木以西では迂回路があることで、この地区で追抜きによる並びの正順化をしたのである。高野川漁港（船着場）前の空地を休憩地として利用する運行になってから、正順での折返しが容易になり、すれ違いや追抜きが不要になった。

参考：むつ市広報部公式YouTubeチャンネルでの関連再生位置
- 0:00 - 1日目の集合、しんがりの松竹丸が八幡様に向かう様子、道が狭く2台すれ違えないのが解かる。
- 0:40 - 宵宮の神楽（他地区招待神楽、運行には参加しない）。
- 0:58 - 2日目の運行開始、谷地町神楽から八幡御輿、左側に2番山が退避していて、奥に1番山が残っている。
- 1:34 - 1番山の餅撒き、この年に山車などを新調したために行われた。
- 2:03 - しなの木地区を東から西に運行、正調と曳手の掛け声が聴ける。
- 3:11 - 小クライマックス、音が小さいが「ヤンマヤーレ」が聴ける。
- 4:20 - 大クライマックス。

## 運行地域
むつ市川内町中心街